# روي هوران
روي هوران (بالإنجليزية: Roy Horan)‏ هو لاعب تايكوندو ومخرج وممثل أمريكي، ولد في 1950 في الولايات المتحدة.

## وصلات خارجية
- روي هوران على موقع IMDb (الإنجليزية)
- روي هوران على موقع ألو سيني (الفرنسية)
- روي هوران على موقع أول موفي (الإنجليزية)
- روي هوران على موقع قاعدة بيانات الفيلم (الإنجليزية)
- روي هوران على موقع كينوبويسك (الروسية)